# Hamlet (Liszt)
Hamlet S.104 és un poema simfònic compost per Franz Liszt entre 1849 i 1854. És el número 10 d'un cicle de tretze poemes simfònics escrits durant el seu període a Weimar.
És un profund retrat psicològic de l'heroi homònim de William Shakespeare, Hamlet. Liszt va compondre una versió inicial, destinada a introduir una peça teatral en 1858.
L'obertura té instruccions de Liszt: molt lent i malenconiós. Entren els instruments de vent-fusta, a continuació, els tambors i més tard les cordes. Alterna moments de tranquil·litat amb moments turmentats: els primers eren per al compositor evocacions d'Ofèlia i la famosa pregunta de «ser o no ser» no és resolta: Liszt utilitza un pizzicato de cordes que acaba de sobte.
L'obra es va estrenar en Sondershausen el 2 de juliol de 1876, sota la direcció de Max Erdmannsdorf. El temps d'execució és del voltant de 14 minuts.